# Gilles Berolatti
Gilles Berolatti (ur. 4 maja 1944 w Paryżu) – francuski florecista, dwukrotny medalista olimpijski.
Na igrzyskach olimpijskich w Meksyku w 1968 roku reprezentacja Francji w składzie z Jean-Claude Magnan, Daniel Revenu, Christian Noël, Gilles Berolatti i Jacques Dimont zdobyła drużynowo złoty medal. Brał też udział w igrzyskach olimpijskich w Monachium cztery lata później, wspólnie z Magnanem, Noëlem, Revenu i Bernardem Talvardem zdobywając brązowy medal w turnieju drużynowym. W obu przypadkach w rywalizacji indywidualnej nie startował.
Nie zdobył medalu mistrzostw świata.